# لنگارس
لنگارس (به اسپانیایی: Longares) یک دهستان در اسپانیا است که در استان ساراگوسا واقع شده‌است. لنگارس ۴۵٫۷ کیلومتر مربع مساحت و ۹۰۶ نفر جمعیت دارد و ۵۳۱ متر بالاتر از سطح دریا واقع شده‌است.